# Wettingen
Wettingen és un municipi del cantó d'Argòvia (Suïssa), situat al districte de Baden.

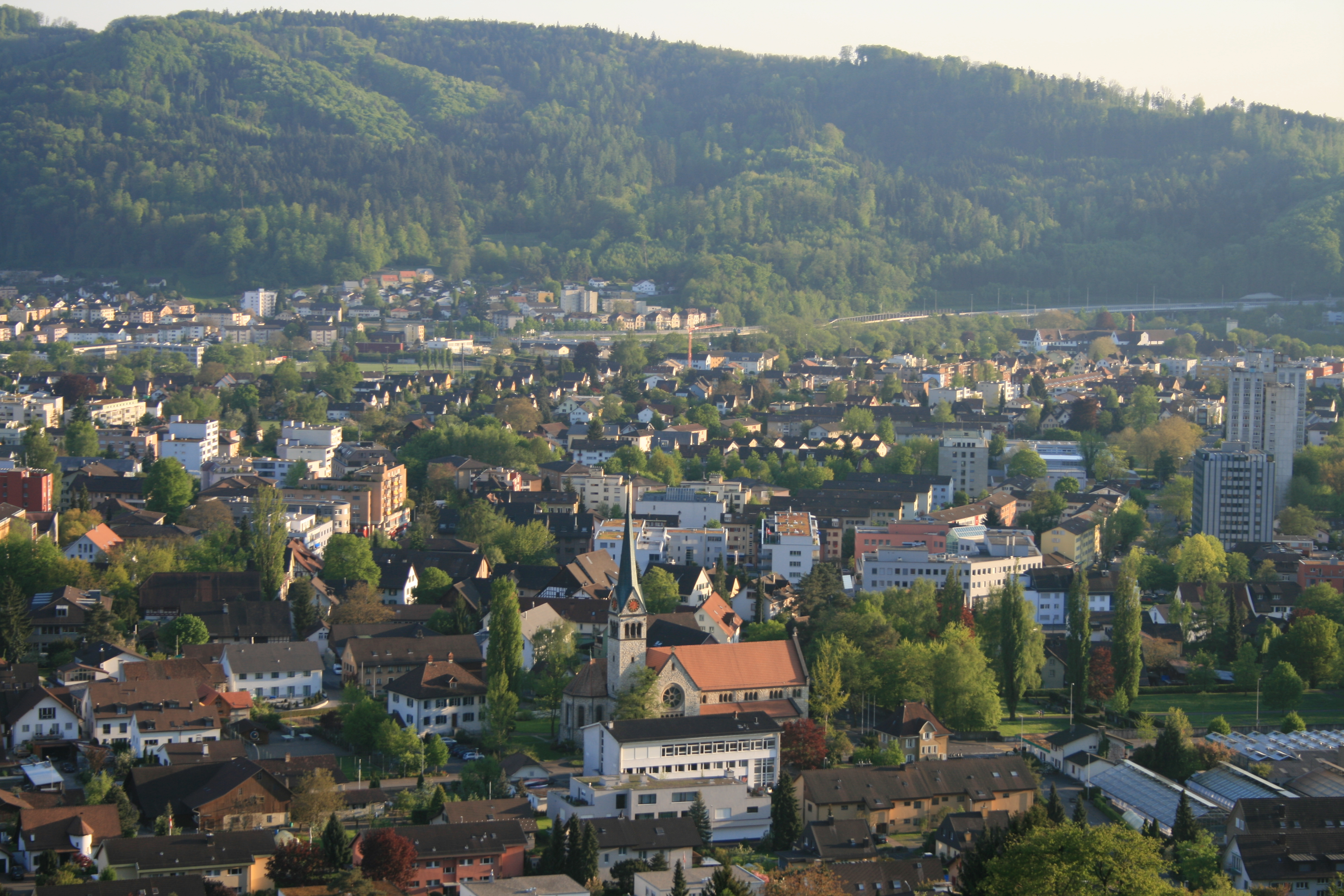
Wettingen